# Mathilde Seigner
Pour les articles homonymes, voir Seigner.
Mathilde Seigner, née le 17 janvier 1968 dans le 16e arrondissement de Paris, est une actrice française.
À la fin des années 1990, elle accède à la reconnaissance critique en recevant trois nominations aux Césars dans la catégorie meilleur second rôle féminin, pour Nettoyage à sec (1998), Vénus Beauté (Institut) (2000) et Harry, un ami qui vous veut du bien (2001).
Par la suite, elle confirme son statut d'actrice populaire avec des seconds rôles dans Mariages ! (2004), Palais royal ! (2005), Camping (2006), Camping 2 (2010), La Guerre des boutons (2011), Retour chez ma mère (2016).
Elle est aussi la tête d'affiche de drames indépendants remarqués : Une hirondelle a fait le printemps (2001), Danse avec lui (2007) et Une mère (2015).
Durant les années 2010, elle se fait remarquer à la télévision en tenant les premiers rôles de trois téléfilms dramatiques réalisés par Yves Rénier : Médecin-chef à la Santé (2012), Flic tout simplement (2016) et Je voulais juste rentrer chez moi (2017). Elle a également tourné le film  Ni une ni deux (2019).
Elle est aussi l'interprète principale de la première saison de la série télévisée Sam, lancée en 2016 sous la direction de Valérie Guignabodet.

## Biographie

### Famille
Mathilde Seigner est la petite-fille du comédien Louis Seigner et la nièce de Françoise Seigner. Tous deux étaient sociétaires honoraires de la Comédie-Française dont Louis fut le doyen. Elle est la fille de Jean-Louis Seigner  (1941-2020), photographe, et d'Aline Ponelle, journaliste. Elle est la nièce du médecin Véronique Vasseur. L'une de ses sœurs, Emmanuelle Seigner, est l'épouse de Roman Polanski. Son autre sœur se prénomme Marie-Amélie.

### Débuts et révélation critique (années 1990)
Elle fait sa première apparition à l'écran en 1991, dans la sitcom d'AB Productions Cas de divorce.
Dès 1994, elle se fait connaître du grand public aux côtés de sa grande sœur, Emmanuelle Seigner, dans le drame Le Sourire, de Claude Miller.
Mais la révélation critique intervient seule dès son film suivant : dans Rosine, de Christine Carrière, elle incarne, alors âgée de 27 ans, une adolescente de classe populaire projetée dans la maternité. Sa performance lui vaut le prix Michel-Simon.
Elle enchaîne alors les petits rôles, téléfilms comme longs-métrages.
Elle décroche aux César 1998 sa première nomination au César de la meilleure actrice dans un second rôle pour, sa prestation dans la comédie noire Nettoyage à sec.
L'année 1999 marque un tournant : elle tient l'un des trois rôles féminins principaux de la comédie dramatique Vénus beauté (institut), de Tonie Marshall, aux côtés de la star Nathalie Baye et d'une autre révélation, Audrey Tautou. Elle reçoit une deuxième nomination au César de la meilleure actrice dans un second rôle, aux César 2000. Par ailleurs, elle joue la jeune mariée au cœur de la comédie de mœurs Belle Maman, de Gabriel Aghion, auprès du tandem Catherine Deneuve / Vincent Lindon. Cette même année, elle est ainsi récompensée du Prix Romy-Schneider.
L'année 2000 la voit accéder aux premiers rôles : elle retrouve Claude Miller pour mener La Chambre des magiciennes; puis elle est la tête d'affiche du drame Le Cœur à l'ouvrage, de Laurent Dussaux ; enfin, elle fait partie du quatuor d'acteurs réunis par Dominik Moll pour son thriller psychologique Harry, un ami qui vous veut du bien. Sa performance lui vaut une troisième nomination au César de la meilleure actrice dans un second rôle, cette fois aux Césars 2001.

### Diversification et succès commercial (années 2000)
En 2001, elle confirme auprès de la critique en jouant les citadines décidée à vivre à la campagne, face au monstre sacré Michel Serrault, dans la comédie dramatique champêtre Une hirondelle a fait le printemps, de Christian Carion. Le film est acclamé par la critique.
La même année, sa troisième collaboration avec Claude Miller - cette fois pour la comédie noire Betty Fisher et autres histoires, aux côtés de Nicole Garcia et Sandrine Kiberlain - passe plus inaperçue. Elle accepte aussi un petit rôle dans le drame Inch'Allah dimanche, écrit et réalisé par Yamina Benguigui.
En 2002, forte de son statut d'actrice populaire, elle accepte de prêter ses traits à l'héroïne du téléfilm en costumes Madame Sans-Gêne, de Philippe de Broca, face à Bruno Solo.
Et en 2003, elle surprend en tête d'affiche du polar Tristan, de Philippe Harel, où elle incarne une enquêtrice de police.
Par la suite, elle se dirige vers un cinéma plus familial, et orienté vers la comédie.

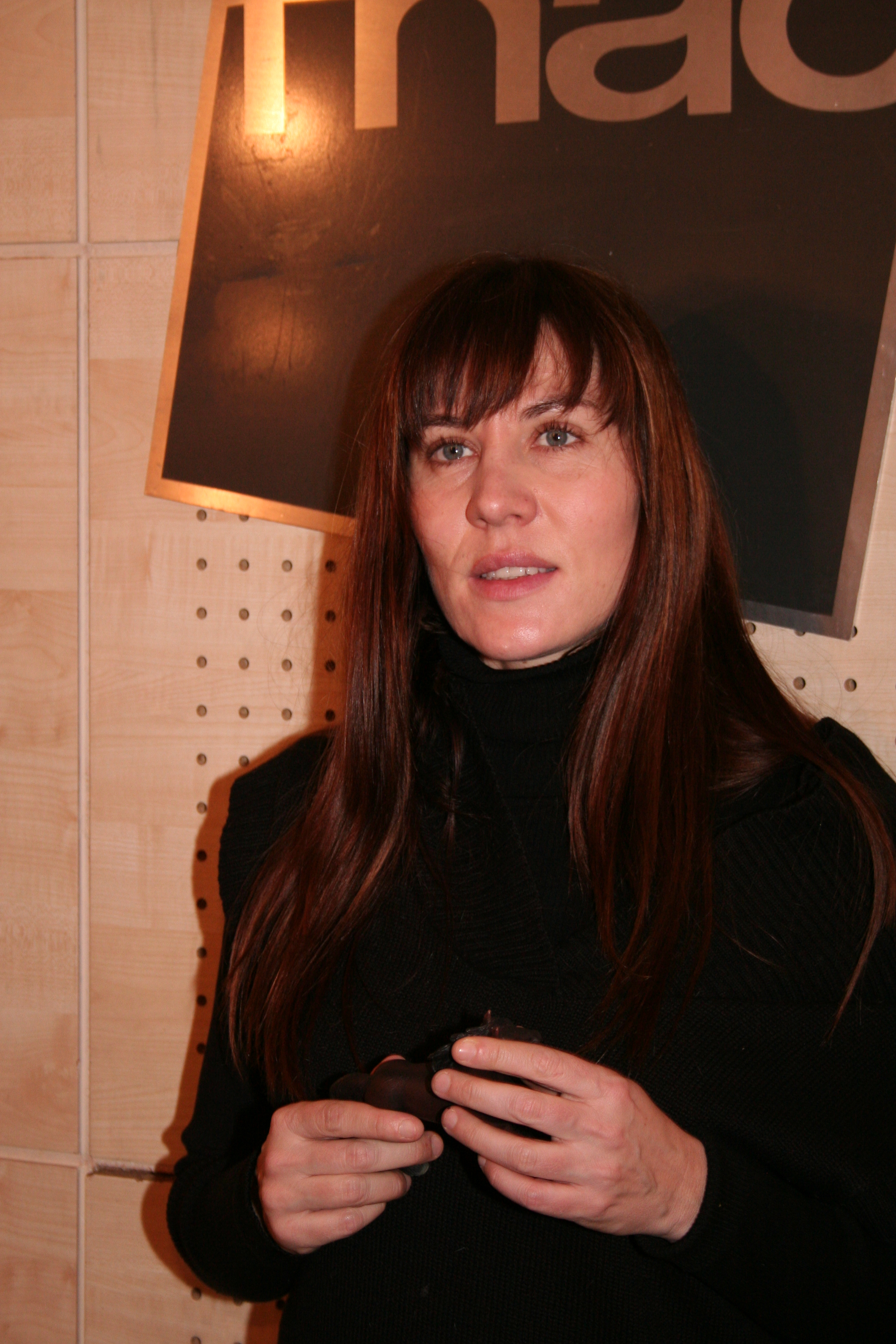
L'actrice à Paris en février 2007, pour la promotion de Danse avec lui.

En 2004, elle figure au casting choral de la comédie Mariages !, de Valérie Guignabodet, face notamment à un Jean Dujardin à peine sorti de la télévision. Elle fait aussi partie du casting quatre étoiles une nouvelle fois réuni par Claude Lelouch pour son film Les Parisiens.
En 2005, elle aligne plusieurs films : elle forme avec Anne Parillaud et Judith Godrèche les héroïnes trentenaires de la comédie Tout pour plaire, de Cécile Telerman. Elle retrouve ensuite Claude Lelouch pour cette fois Le Courage d'aimer. Enfin, elle joue dans la comédie à succès de et avec Valérie Lemercier, Palais Royal !.
En 2006, nouveau large succès populaire avec la comédie Camping, de Fabien Onteniente, portée par la performance de Franck Dubosc. La même année, elle renoue avec la comédie dramatique champêtre pour Le passager de l'été, avec pour tête d'affiche Catherine Frot.
En 2007, elle poursuit ce retour à ses débuts avec deux drames : tout d'abord avec un rôle secondaire dans le drame historique Zone libre, de Christophe Malavoy, mais surtout en tête d'affiche du drame Danse avec lui, qui marque sa deuxième collaboration avec la scénariste et réalisatrice Valérie Guignabodet.
Enfin, elle garde un pied dans la comédie : tout d'abord en format un trio d'amis d'enfances avec Kad Mérad et Pascal Elbé pour 3 amis, co-écrit par Elbé et Michel Boujenah, quant à lui réalisateur. Puis en jouant la maitresse de François Cluzet dans la comédie de mœurs Détrompez-vous, aux côtés d'Alice Taglioni et Roschdy Zem.
Elle revient en 2009 avec deux films de couples : tout d'abord elle retrouve l'acteur Pascal Elbé et la réalisatrice Cécile Telerman, pour la comédie dramatique Quelque chose à te dire, où elle forme un couple avec un Olivier Marchal à contre-emploi. Puis elle joue une mère divorcée face à Bernard Campan pour la comédie dramatique Une semaine sur deux, de Ivan Calbérac.

### Entre cinéma et télévision (années 2010)
Elle aborde cette décennie en enchaînant les films exposés médiatiquement. En 2010, elle enchaîne deux comédies populaires : la très attendue suite Camping 2, de Fabien Onteniente, mais aussi la comédie de couples Trésor, dernière réalisation de Claude Berri, l'opposant à Alain Chabat. En juin 2010, elle figure, avec Isabelle Adjani, Paul Auster, Isabelle Huppert, Milan Kundera, Salman Rushdie, Jean-Pierre Thiollet, Danièle Thompson et Henri Tisot, parmi les signataires de la pétition en soutien à Roman Polanski (son beau-frère), lancée au lendemain de l'arrestation du cinéaste en Suisse.
L'année suivante, elle est au casting de la grosse production La Guerre des boutons, de Yann Samuell, mais renoue aussi avec le thriller pour Dans la tourmente, écrit et réalisé par Christophe Ruggia, où elle donne la réplique à Yvan Attal et Clovis Cornillac. Ce drame social passe cependant inaperçu.
Elle poursuite avec des comédies en 2012, elle partage l'affiche de la comédie Maman, écrite et réalisée par Alexandra Leclère, avec Marina Foïs et Josiane Balasko ; et forme avec Catherine Frot, Laurence Arné et Firmine Richard le quatuor de femmes menant la comédie dramatique Bowling, de Marie-Castille Mention-Schaar.
La même année, c'est à la télévision qu'elle renoue avec le drame : en tenant le rôle-titre du téléfilm Médecin-chef à la Santé, d'Yves Rénier.
En 2013, elle revient en partageant l'affiche de la comédie dramatique Max, de Stéphanie Murat, avec un Joey Starr à contre-emploi. Mais en 2014, elle joue une femme de classe populaire gagnant à la loterie en tête d'affiche de la comédie dramatique La liste de mes envies, pour laquelle elle est secondée de Marc Lavoine.
L'année 2015 est placée sous le signe du registre dramatique : à la télévision, elle mène le téléfilm policier historique Flic tout simplement de nouveau sous la direction d'Yves Rénier, mais cette fois face à Philippe Torreton ; au cinéma, elle est la tête d'affiche du drame indépendant Une mère, écrit et réalisé par Christine Carrière. Enfin, elle retrouve le réalisateur Christian Carion pour un rôle principal du drame historique En mai, fais ce qu’il te plaît.
En 2016, elle connaît deux beaux succès dans la comédie : tout d'abord avec Retour chez ma mère, d'Éric Lavaine, surtout porté par le tandem Josiane Balasko (qui joue de nouveau sa mère) / Alexandra Lamy. Puis en tenant le rôle titre de la série télévisée de TF1, Sam, réalisée par Valérie Guignabodet, où elle joue une professeur de français politiquement incorrecte mais attachante. Elle ne reprend cependant pas le rôle pour la saison 2, le décès brutal de Guignabodet l'ayant très affecté, et c'est Natacha Lindinger qui la remplace.
En 2017, elle replonge dans la noirceur en tenant le premier rôle du téléfilm basé sur des faits réels Je voulais juste rentrer chez moi, d'Yves Rénier. Parallèlement, au cinéma, elle figure au casting du dernier Claude Lelouch, Chacun sa vie. Enfin, elle remplace au débotté Marina Foïs et retrouve Franck Dubosc pour la suite Boule et Bill 2, de Pascal Bourdiaux.
Enfin, elle joue le second rôle d'une femme d'affaires impitoyable dans la satire Coexister, écrite et réalisée par Fabrice Éboué.

### Vie privée
En 1994, elle est en couple avec l'acteur Antoine Duléry, son partenaire de la saga Camping. De 1998 à 2001, elle est en couple avec l'humoriste Laurent Gerra,. Elle a également eu une aventure amoureuse avec le réalisateur de la saga Camping, Fabien Onteniente, et également avec un des acteurs de la saga, Laurent Olmedo.
À partir d'octobre 2006, Mathilde Seigner est en couple avec Mathieu Petit, cadreur de profession. Leur fils, Louis, est né le 10 août 2007,.
En 2011, Claude Barzotti lui dédie une chanson, « Mademoiselle M. S » extraite de son album « Une autre vie ».
Le 20 juin 2024, dans le contexte de la dissolution de l'Assemblée nationale, le média d'investigation en ligne Glitz Paris affirme que Mathilde Seigner organise depuis 2023 des dîners réunissant « des acteurs, des chefs cuisiniers et des sportifs » autour du président du Rassemblement national et homme politique d'extrême-droite Jordan Bardella. Le 27 juin, l'information est reprise dans le quotidien Le Monde dans un article sur la « contre-révolution culturelle » menée par le RN. Dans un post publié le 29 juin sur le réseau social Instagram, l'actrice dément cette information, jugeant « insupportable d'être instrumentalisée politiquement » et affirmant n'appartenir et ne soutenir « aucun courant politique ». Elle estime: « insupportable que des journalistes assènent de tels mensonges sans même prendre la peine de me contacter, ni de vérifier leurs sources », et ajoute que son « avocate va instamment porter plainte en diffamation publique contre les articles de presse publiés dans Glitz et dans Le Monde ayant diffusé cela. » Le lendemain, Le Monde retire la mention de Mathilde Seigner de son article, précisant dans son rectificatif que ce retrait fait suite au démenti de l'actrice.

#### Accusations de violences
En mars 2025, sa sœur Marie-Amélie Seigner l'accuse publiquement de violences physiques et psychologiques, ce que Mathilde Seigner nie’.

## Filmographie

### Cinéma

#### Années 1990
- 1994 : Boulevard Mac Donald de Melvil Poupaud (court métrage)
- 1994 : 3000 scénarios contre un virus de Jean Achache : segment Attente
- 1994 : Le Sourire de Claude Miller : Tututt
- 1995 : J'aime beaucoup ce que vous faites de Xavier Giannoli (court métrage)
- 1995 : Rosine de Christine Carrière : Marie
- 1996 : Mémoires d'un jeune con de Patrick Aurignac : Nathalie
- 1997 : Portraits chinois de Martine Dugowson : Fanny
- 1997 : Nettoyage à sec d'Anne Fontaine : Marylin
- 1997 : Vive la République ! d'Eric Rochant : Corinne
- 1997 : Francorusse d'Alexis Miansarow : Sophie
- 1998 : Noël en famille de Fabienne Berthaud (court métrage)
- 1999 : Vénus beauté (institut) de Tonie Marshall : Samantha
- 1999 : Belle Maman de Gabriel Aghion : Séverine
- 1999 : Le Temps retrouvé de Raoul Ruiz : Céleste
- 1999 : Le Bleu des villes de Stéphane Brizé : Mylène

#### Années 2000
- 2000 : Le Cœur à l'ouvrage de Laurent Dussaux : Chloë
- 2000 : Harry, un ami qui vous veut du bien de Dominik Moll : Claire
- 2001 : La Chambre des magiciennes de Claude Miller : Odette
- 2001 : Une hirondelle a fait le printemps de Christian Carion : Sandrine
- 2001 : Le Lait de la tendresse humaine de Dominique Cabrera : Sabrina
- 2001 : Betty Fisher et autres histoires de Claude Miller : Carole
- 2001 : Inch'Allah dimanche de Yamina Benguigui : Mlle Briat
- 2003 : Tristan de Philippe Harel : le commissaire Emmanuelle Barsac
- 2004 : Mariages ! de Valérie Guignabodet : Valentine
- 2004 : Les Parisiens de Claude Lelouch : deux Parisiennes jumelles
- 2005 : Tout pour plaire de Cécile Telerman : Juliette
- 2005 : Le Courage d'aimer de Claude Lelouch : Anne / Clémentine
- 2005 : Palais Royal ! de Valérie Lemercier : Laurence
- 2006 : Camping de Fabien Onteniente : Sophie Gatineau
- 2006 : Le Passager de l'été de Florence Moncorgé-Gabin : Angèle
- 2007 : Zone libre de Christophe Malavoy : la bru
- 2007 : Danse avec lui de Valérie Guignabodet : Alexandra
- 2007 : 3 amis de Michel Boujenah : Claire
- 2007 : Détrompez-vous de Bruno Dega : Lisa
- 2009 : Quelque chose à te dire de Cécile Telerman : Alice Celliers
- 2009 : Une semaine sur deux de Ivan Calbérac : Marjorie

#### Années 2010
- 2010 : Camping 2 de Fabien Onteniente : Sophie Gatineau
- 2010 : Trésor de Claude Berri et Francois Dupeyron : Nathalie
- 2011 : La Guerre des boutons de Yann Samuell : La mère de Lebrac
- 2012 : Dans la tourmente de Christophe Ruggia : Hélène
- 2012 : Maman d'Alexandra Leclère : Sandrine
- 2012 : Bowling de Marie-Castille Mention-Schaar : Mathilde
- 2013 : Max de Stéphanie Murat : Rose
- 2014 : La liste de mes envies de Didier Le Pêcheur : Jocelyne Guerbette
- 2015 : Une mère de Christine Carrière : Marie
- 2015 : En mai, fais ce qu’il te plaît de Christian Carion : Mado
- 2016 : Retour chez ma mère d'Éric Lavaine : Carole
- 2017 : Je voulais juste rentrer chez moi de Yves Rénier: Jacqueline Dils
- 2017 : Boule et Bill 2 de Pascal Bourdiaux : Carine Roba, La maman de Boule
- 2017 : Chacun sa vie de Claude Lelouch : Mathilde
- 2017 : Coexister de Fabrice Éboué : Sophie Demanche
- 2019 : Edmond d'Alexis Michalik : Maria Legault
- 2019 : Ni une ni deux d'Anne Giafferi : Julie/Laurette
- 2019 : Ibiza de Arnaud Lemort : Carole

#### Années 2020
- 2021 : Un tour chez ma fille d'Éric Lavaine : Carole
- 2022 : Chœur de rockers d'Ida Techer et Luc Bricault : Alex

### Télévision
- 1991 : Cas de divorce (épisode Baron contre Baron)
- 1992 : Salut Les Musclés (un épisode)
- 1995 : Pêcheur d'Islande de Daniel Vigne : Gaud
- 1996 : Mariage d'amour de Pascale Bailly : Nadine
- 1996 : Vacances bourgeoises de Jean-Claude Brialy : Mélanie
- 1997 : Si je t'oublie Sarajevo d'Arnaud Sélignac : Leila
- 1997 : Georges Dandin de Jean-Claude Brialy : Angélique
- 1997 : L'Homme que j'aime de Stéphane Giusti : Lise
- 1998 : Commandant Nerval (épisode Frères ennemis)
- 1998 : Marc Eliot (épisode Le Passé d'une femme)
- 2002 : Les Enquêtes d'Éloïse Rome (épisode Inséparables)
- 2002 : Madame Sans-Gêne de Philippe de Broca : Catherine Lefebvre
- 2012 : Médecin-chef à la Santé d'Yves Rénier : Séverine Vincent
- 2015 : Flic tout simplement d'Yves Rénier : Martine Monteil
- 2016 : Sam de Valérie Guignabodet : Sam, professeur de français (saison 1)
- 2017 : Je voulais juste rentrer chez moi d'Yves Rénier : Jacqueline Dils
- 2019 : Le Temps est assassin de Claude-Michel Rome : Clotilde Baron
- 2020 : I love you coiffure de Muriel Robin : Sandrine
- 2021 : Le Grand Restaurant : Réouverture après travaux de Romuald Boulanger
- 2021 : Une si longue nuit, mini-série de Jérémy Minui : Isabelle Courville
- 2022 : Les Enfants des justes de Fabien Onteniente : Blanche
- 2024 : Benoît Gênant Officiel : elle-même (saison 1, épisodes 1, 2, 3 et 5)
- 2025 : Montmartre de Louis Choquette

### Doublage
- 2016 : Le Monde de Dory : Destinée (version française)
- 2017 : Sahara : Rita (version française)

## Théâtre
- 1988 : Les Chevaliers de la Table ronde de Jean Cocteau
- 1988 : Les Caprices de Marianne d'Alfred de Musset
- 1989 : Les Fourberies de Scapin de Molière
- 1990 : Le Médecin malgré lui de Molière, mise en scène Michel Galabru
- 1990 : L'Avare de Molière
- 1991 : L'Étourdi de Molière, mise en scène Françoise Seigner, théâtre Mouffetard, théâtre des Célestins
- 1992 : Et s'il n'en restait qu'un de Françoise Dorin
- 1997 : Oncle Vania d'Anton Tchekhov, mise en scène Patrice Kerbrat, théâtre Hébertot
- 2001, 2002, 2003 : L’Éducation de Rita de Willy Russel, mise en scène Michel Fagadau, Comédie des Champs-Élysées
- 2011 : L’Amour, la mort, les fringues de Nora et Delia Ephron, mise en scène Danièle Thompson, théâtre Marigny
- 2013 : Nina d'André Roussin, mise en scène Bernard Murat, théâtre Édouard VII
- 2015 : Nina d'André Roussin, mise en scène Bernard Murat, tournée
- 2017 : La Nouvelle d'Eric Assous, mise en scène Richard Berry, Théâtre de Paris
- 2023 : Bungalow 21 d'Eric-Emmanuel Schmitt, mise en scène Jérémie Lippmann, Théâtre de la Madeleine

## Distinctions

### Récompenses
- Prix Romy-Schneider 1999
- Festival du film de Cabourg 2002 : Swann d'or de la meilleure actrice pour Une hirondelle a fait le printemps

### Nominations
- César 1998 : César de la meilleure actrice dans un second rôle pour Nettoyage à sec
- César 2000 : César de la meilleure actrice dans un second rôle pour Vénus Beauté (Institut)
- César 2001 : César de la meilleure actrice dans un second rôle pour Harry, un ami qui vous veut du bien